# Hammonia-Bad

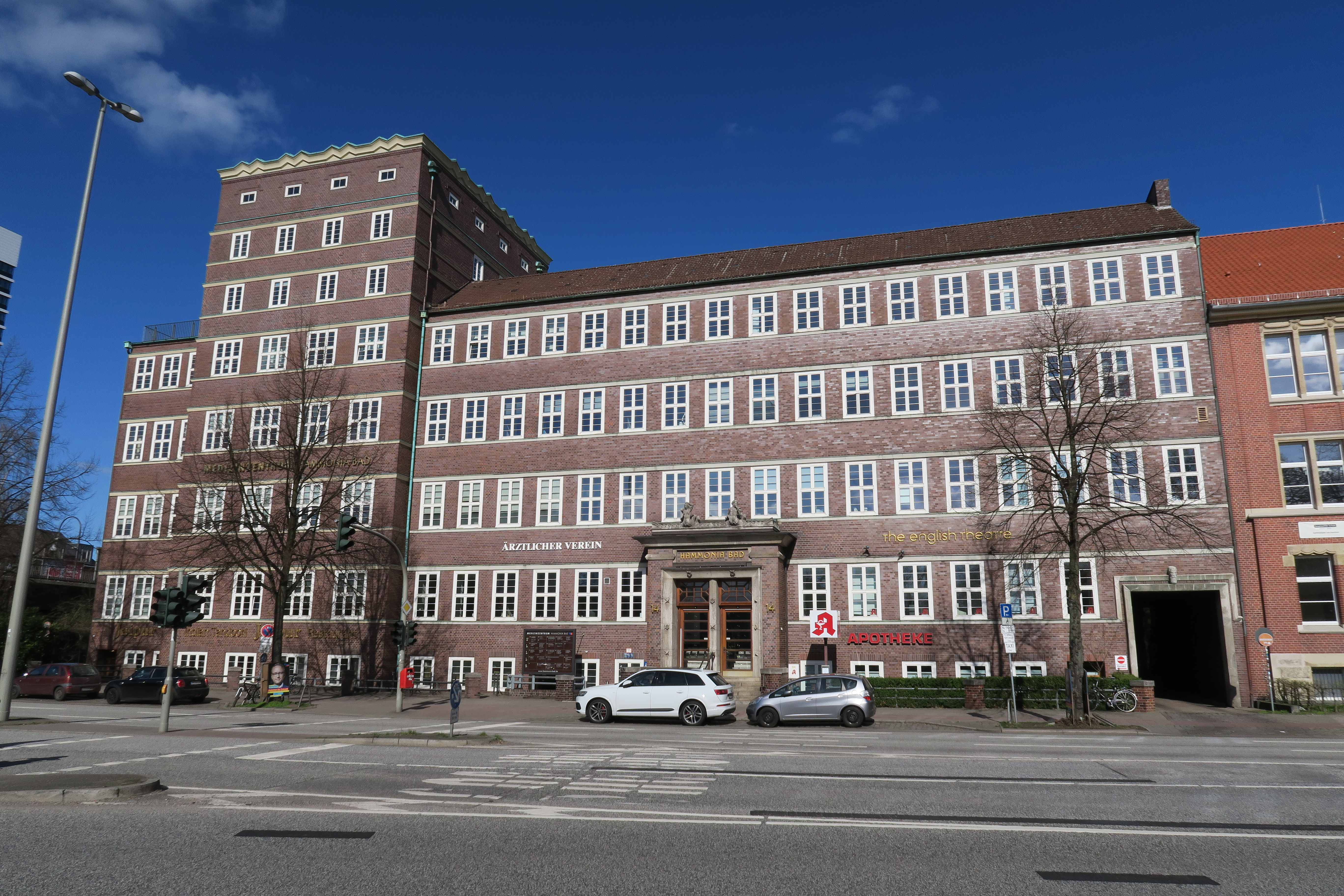
Das Hammonia-Bad

Das Hammonia-Bad ist ein denkmalgeschütztes Gebäude im Hamburger Stadtteil Uhlenhorst, in dem sich früher eine öffentliche Badeanstalt befand.

## Lage und Beschreibung

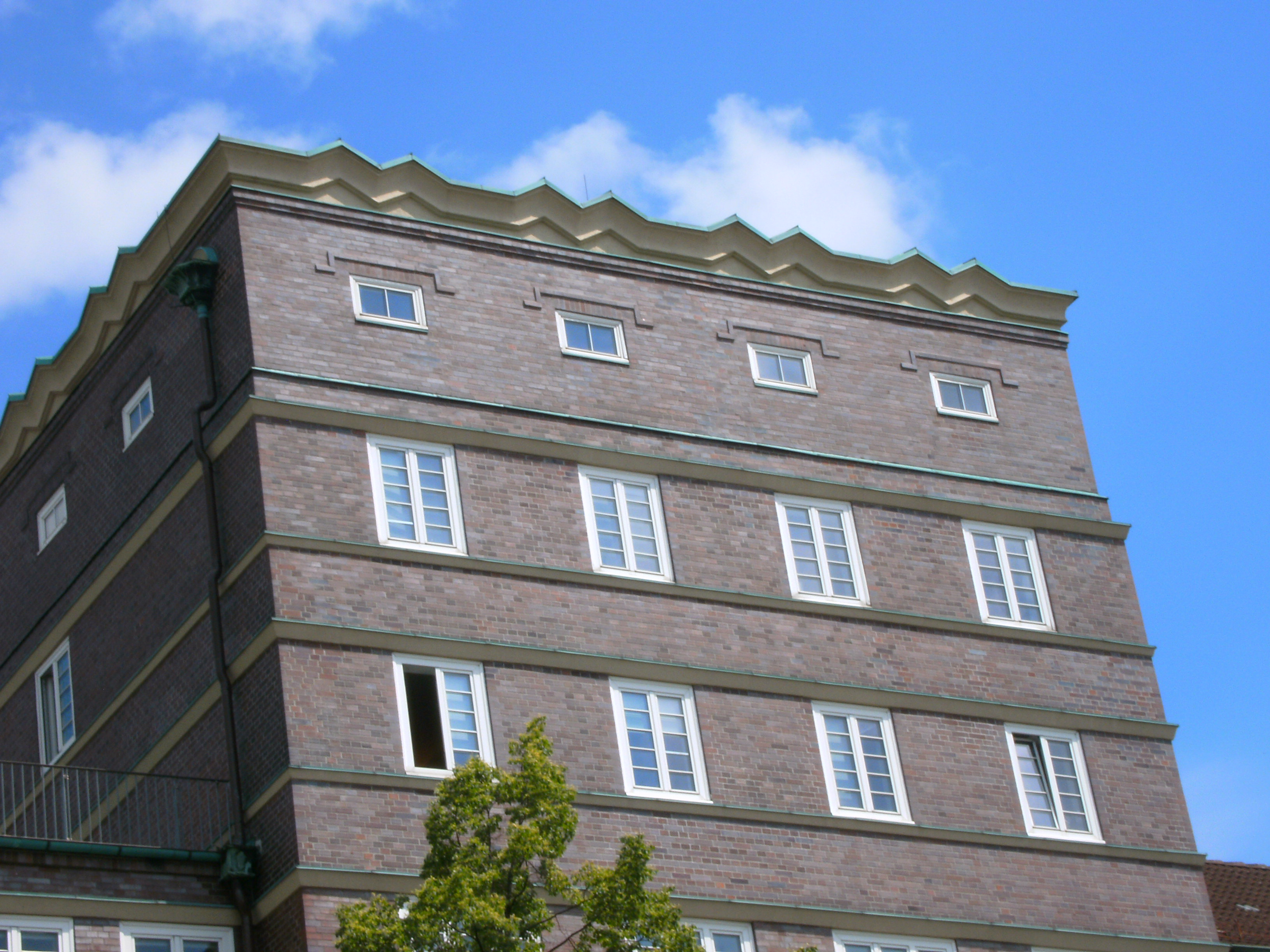
Hamburg, Hammoniabad, Lerchenfeld 14–18, Gesims in stilisierter Wellenform

Das Gebäude befindet sich im Lerchenfeld 14–18 nahe dem U-Bahnhof Mundsburg auf der Uhlenhorst im Bezirk Hamburg-Nord.
Es handelt sich um ein viergeschossiges Bauwerk aus Rotklinker mit einem hochhausartigen Kopfbau, der mit expressionistischen Gesimsen aus Muschelkalk verziert ist.

## Geschichte und Nutzung

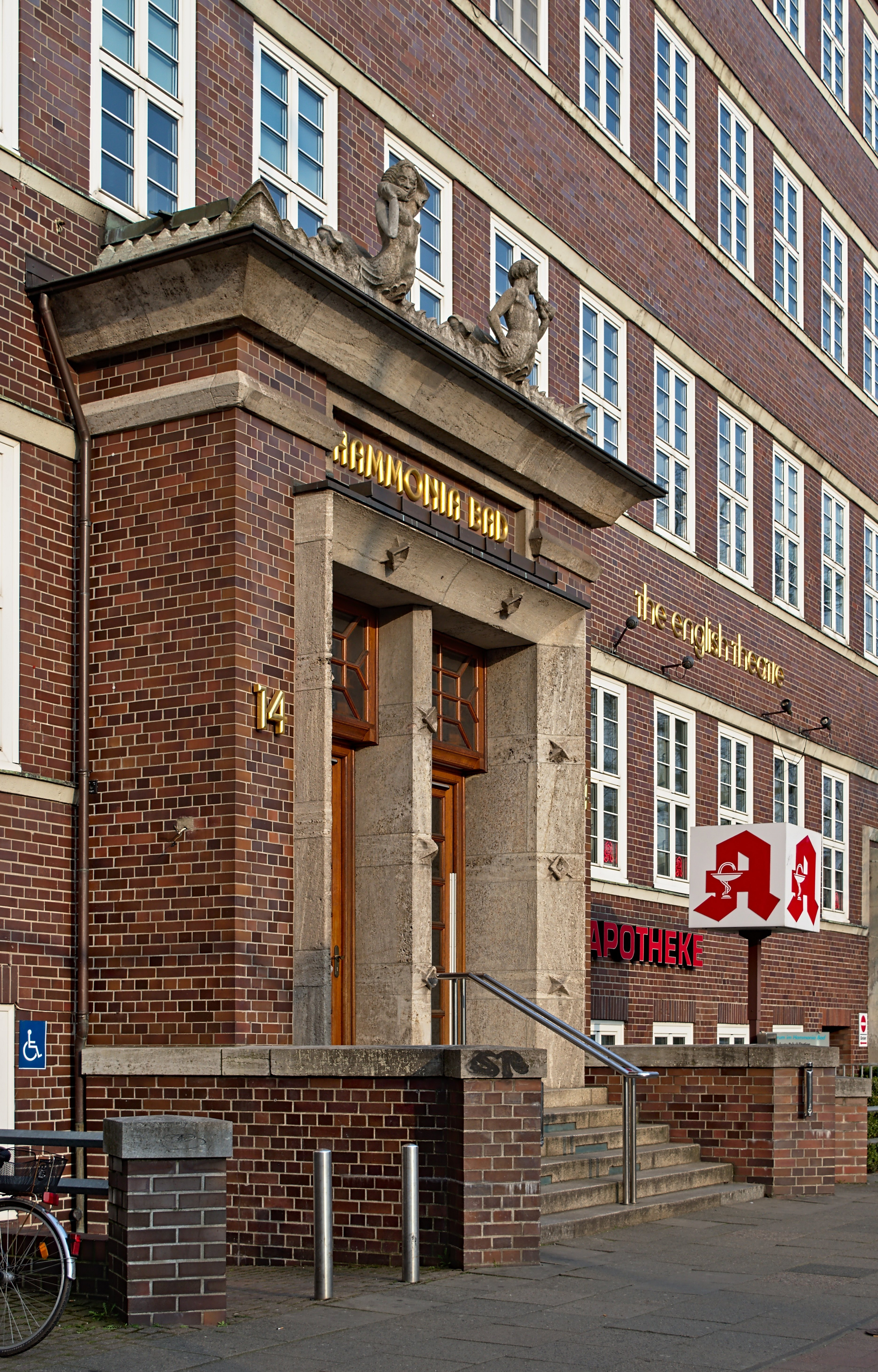
Eingangsportal mit Apotheke und dem English Theatre

Das Gebäude wurde zwischen 1926 und 1928 nach Plänen von Carl Feindt von der Hamburg-Altonaer Kur- und Badeanstalten GmbH erbaut. Der Name bezieht sich auf Hammonia, eine lateinische Bezeichnung und allegorische Verkörperung der Stadt Hamburg. Angeboten wurden medizinische Anwendungen, Gymnastik und Massagen. Darüber hinaus nutzten die Anwohner der umliegenden Arbeiterviertel, deren Wohnungen nicht über Badezimmer verfügten, hier Wannen- und Brausenbäder. Die Dachterrasse des Gebäudes bot ein „Luftbad“ für Sonnenbäder an. In den 1950er Jahren wurde ein Großteil der Räumlichkeiten vom medizinischen Dienst der Krankenkassen bezogen; in den 1970er Jahren kamen Arztpraxen hinzu. Heute wird das Gebäude als medizinisches Versorgungszentrum genutzt.
Im ersten Stock rechts vom Eingang befindet sich seit 1981 das 1976 gegründete The English Theatre, das älteste englischsprachige Theater in Deutschland.